# Maniola kashmirica
Maniola kashmirica är en fjärilsart som beskrevs av Moore 1893/96. Maniola kashmirica ingår i släktet Maniola och familjen praktfjärilar. Inga underarter finns listade i Catalogue of Life.